# ベスト・オブ・マイ・ラブ (エモーションズの曲)
「ベスト・オブ・マイ・ラブ」（Best of My Love）は、エモーションズが1977年に発表した楽曲。全米1位を記録した。作詞作曲はアース・ウィンド・アンド・ファイアーのモーリス・ホワイトとアル・マッケイ。

## 概要
アース・ウィンド・アンド・ファイアーのモーリス・ホワイトとアル・マッケイの2人はエモーションズのために、「Flowers」（1976年、Billboardソウルチャート16位）に続く曲として本作品を書いた。演奏者は以下のとおり。アル・マッケイ（ギター）、ヴァーダイン・ホワイト（ベース）、フレッド・ホワイト（ドラムズ）、クラレンス・マクドナルド（ビアノ、クラビネット）、ラリー・ダン（シンセサイザー）、パウリーニョ・ダ・コスタ（パーカッション）。トムトム84が弦楽器と管楽器の編曲を務めた。プロデューサーはモーリス・ホワイトとクラレンス・マクドナルドが務めた。
1977年5月、シングルとして発売。同年6月発売のアルバム『Rejoice』に収録された。
同年8月20日から9月10日にかけてビルボード・Hot 100の1位を4週連続で記録した。Billboardソウルチャートでも1位を記録した。イギリスでは4位、カナダでは5位を記録。1977年の年間チャートの3位を記録した。
1978年2月23日に開かれた第20回グラミー賞で「最優秀R&B歌唱賞（デュオまたはグループ）」を受賞した。 
1997年公開の映画『ブギーナイツ』の冒頭で使用された。